# Khan el-Khalili
Khan el-Khalili (arabsko خان الخليلي) je velik suk v zgodovinskem središču islamskega Kaira. Trgovsko okrožje je ena od glavnih zanimivosti Kaira za turiste in Egipčane.

## Zgodovina
Kraj Khan el-Khalili je bil prvotno mesto mavzoleja, znanega kot turbat az-za'faraan (grobnica) , ki je bil pokopališče kalifov Fatimidov . Mavzolej je bil del kompleksa fatimidske velike vzhodne palače, ki jo je leta 970 začel Gawhar al-Siqilli, general, ki je osvojil Egipt za dinastijo Fatimidov in je istega leta ustanovil Kairo.
V času Sultana Barquqa, prvega čerkeškega mameluškega sultana v poznem 14. stoletju, je Egipt močno prizadela črna smrt, vendar je bil še naprej središče velike gospodarske dejavnosti, z mnogimi trgovinami in v tem času še vedno gradijo verske stavbe. V času Barquqove prve vladavine (1382-1389) je njegov mojster konjar (ali amir akhur), Jaharkas al-Khalili, porušil fatimidsko pokopališče, da bi postavil velik karavanseraj (خان khan – 'han' -v arabščini zgradba, kjer se lahko trguje in prebivajo trgovci) v osrčju mesta . Po poročanju je odstranil kosti kraljeve družine Fatimidov, ki jih je vrgel v gore hribe vzhodno od mesta.
Han se nahaja blizu Al-Azharja in na območju, znanem kot Bayn al-Qasrayn, sredi najpomembnejšega območja gospodarske dejavnosti v Kairu. Ta gospodarska in poslovna cona je bila razširjena vzdolž glavne osi sever-jug, qasaba (zdaj znana kot ulica al-Mu'izz) in je bila tudi privilegirana lokacija številnih monumentalnih verskih kompleksov, zgrajenih v celotnem obdobju Mamelukov in naprej. Kasneje so sultani v bližini zgradili tudi komercialne objekte, kot so wikala (druga beseda za karavanseraj) sultana Qaytbaya in wikala sultana al-Ghurija. Do poznega 15. stoletja je okrožje okoli Khan el-Khalilija postalo tudi glavno središče zunanje trgovine, vključno s prodajo sužnjev in dragih kamnov. 
V začetku 16. stoletja je sultan al-Ghuri, zadnji mogočen egiptovski mameluški sultan (1501-1516), spremenil postavitev celotnega okrožja z veliko kampanjo rušenja in nove gradnje. Poleg izgradnje lastnega verskega in pogrebnega kompleksa ter velikega wikala, je porušil prvotni han, ki ga je zgradil al-Khalili in ga leta 1511 zgradil kot komercialni kompleks z monumentalnimi vhodi in ulicami v pravokotnem mrežnem tlorisu. Ta vrsta kompleksa je spominjala na to, kar je bilo v drugih mestih pogosto znano kot qaysariyya (tudi bezistan v turščini), centralni bazar, kjer se je prodajalo najbolj dragoceno blago, ki je pogosto imelo pokrite ulice in je bilo zaščiteno z zaklenjenimi vrati ponoči. Možno je, da je posnemal podobne trgovske komplekse v glavnih osmanskih mestih v času, ko je bilo Osmansko cesarstvo največji tekmec egiptovske države Mamelukov in ko so turški trgovci v Kairu verjetno postali bolj prisotni. 
Med zgradbami al-Ghuri je bil Wikala al-Qutn ('iz bombaža'). Deli te strukture so še danes vidni, vključno z okrašenimi vrati in zgornjimi nadstropji, katerih fasada je okrašena z okni z železnimi rešetkami, na katerih so bili trgovski prostori. Dvoje drugih monumentalnih vrat, Bab al-Badistan in Bab al-Ghuri, so prav tako iz tistega časa in stojijo še danes.
Od vladavine al-Ghurija naprej se je okrožje povezalo s turškimi trgovci, v turškem obdobju pa je bila tukaj osrednja turška skupnost v Kairu. 

## Danes
Khan el-Khalili danes večinoma zasedajo egiptovski namesto tujih trgovcev in prodajalcev, vendar so močno usmerjeni k turistom. Trgovine običajno prodajajo spominke, starine in nakit, vendar številne tradicionalne delavnice še naprej delujejo v okolici; na primer zlatarji so še vedno pomembni za domačine.
Poleg trgovin je na voljo več kavarn (مقهى maqha), restavracij in uličnih prodajalcev. Kavarne so na splošno majhne in precej tradicionalne, strežejo arabsko kavo in po navadi ponujajo vodno pipo (shisha). Ena najstarejših in najbolj znanih kavarn je Fishawi, ustanovljen leta 1773.
Al-Hussein mošeja je blizu Khan el-Khalilija, univerza Al-Azhar in njena mošeja pa sta v bližini.

## V literaturi
Roman Naguiba Mahfouza Midaq Alley (1947) je postavljen v ulico v Khan el-Khalili.
Ključni dogodki romana Neila Stephensona The Confusion (2004), ki je druga knjiga serije The Baroque Cycle, so postavljeni v karavanseraj v Khan el-Khalili.

## Teroristični napad
Trg je bil tarča terorizma med napadi v Kairu aprila 2005. Samomorilski napadalec na trgu je 7. aprila ubil 21 ljudi (enajst Egipčanov, dva francoska turista, enega Američana in sedem tujcev neznanega izvora). To je bil prvi napad v seriji; ta napad je odvrnil turiste od Egipta na splošno in zlasti iz Khan el-Khalilija za nekaj časa.
Trg je bil ponovno tarča terorizma 22. februarja 2009. V tem napadu je 17-letno francosko dekle umrlo, 22 ljudi pa je bilo ranjenih.

## Galerija
- Ulica v suku v Khan el-Khalili.
- Čaj Fishawi's Café.
- Ulica v suku.
- Trgovine v suku.
- Prodaja začimb.
- Prodaja vodnih pip.
- Trg El-Hussein, na vogalu Khan el-Khalili.
- Stavba na trgu el-Hussein.
- Stara stavba zahodno od mošeje el-Hussein.
- Mošeja in Sabil-Kuttab šejka Ali al-Mutahharja, blizu Khan el-Khalili.
- Mošeja in Sabil-Kuttab šejka Ali al-Mutahharja, blizu Khan el-Khalili.
- Portal mošeje-medrese  al-Ashraf Barsbay, v okrožju Khan el-Khalili.